# 10283 Cromer
10283 Cromer eller 1981 JE2 är en asteroid i huvudbältet som upptäcktes den 5 maj 1981 av den amerikanska astronomen Carolyn S. Shoemaker vid Palomar-observatoriet. Den är uppkallad efter Michael och Sarah Cromer.
Asteroiden har en diameter på ungefär 5 kilometer och den tillhör asteroidgruppen Nysa.